# (10666) Feldberg
(10666) Feldberg ist ein Asteroid des inneren Hauptgürtels, der am 16. Oktober 1977 von dem niederländischen Astronomenehepaar Cornelis Johannes van Houten und Ingrid van Houten-Groeneveld entdeckt wurde. Die Entdeckung geschah im Rahmen der 3. Trojaner-Durchmusterung, bei der von Tom Gehrels mit dem 120-cm-Oschin-Schmidt-Teleskop des Palomar-Observatoriums aufgenommene Feldplatten an der Universität Leiden durchmustert wurden, 17 Jahre nach Beginn des Palomar-Leiden-Surveys. Sichtungen des Asteroiden hatte es vorher schon am 11. und 27. November 1964 unter der vorläufigen Bezeichnung 1964 VL2 an der Sternwarte am purpurnen Berg bei Nanjing gegeben.
Der italienische Astronom Vincenzo Zappalà definiert in einer Publikation von 1995 (et al.) eine Zugehörigkeit von (10666) Feldberg zur Flora-Familie, einer großen Gruppe von Asteroiden, die nach (8) Flora benannt ist. Asteroiden dieser Familie bewegen sich in einer Bahnresonanz von 4:9 mit dem Planeten Mars um die Sonne. Die Gruppe wird auch Ariadne-Familie genannt, nach dem Asteroiden (43) Ariadne. Nach der SMASS-Klassifikation (Small Main-Belt Asteroid Spectroscopic Survey) wurde bei einer spektroskopischen Untersuchung von Gianluca Masi, Sergio Foglia und Richard P. Binzel bei (10666) Feldberg ermittelt, dass es sich um einen der seltenen V-Asteroiden handeln könnte.
(10666) Feldberg wurde am 1. Mai 2003 nach dem Feldberg benannt, dem höchsten Berg des Schwarzwaldes. Nach dem Schwarzwald war in derselben Verlautbarung ein Asteroid des äußeren Hauptgürtels benannt worden: (10663) Schwarzwald.